# Jean Didier Début

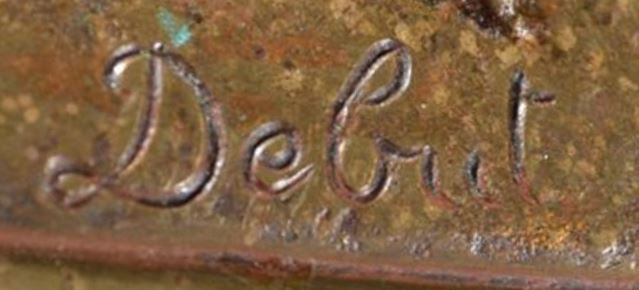
Eine Signatur von Jean Didier Début.

Jean Didier Début (* 4. Juni 1824 in Moulins; † 5. April 1893 in Paris) war ein französischer Bildhauer.

## Leben
Début studierte an der École des Beaux Arts in Paris. Er war ein Schüler von Pierre Jean David d’Angers. Zu seinen Sujets gehörten mythologische und arabische Themen, als Gruppen, Statuen oder Büsten. 
Er stellte seine Arbeiten 1848 auf dem Pariser Salon aus. 1851 erhielt er von der Académie des Beaux-Arts den Prix de Rome zweiter Klasse. Zu seinen bedeutendsten Werken gehören Faun und Bacchantinnen, Danaide und eine Statue der Kaiserin Eugénie, die 1871 zerstört wurde. In Paris war er an der Dekoration des Handelsgerichtes, der Pariser Oper und des Hôtel de Ville beteiligt.
Sein Sohn Marcel Début (1865–1933) war sein Schüler und wurde ebenfalls Bildhauer.

## Werke (Auswahl)
- Le porteur d'eau tunisien
- Il ratto d’Europa
- Faneur
- Retour de pêche
- Janissaire
- Vercingétorix
- Nimrod
- Marguerite de Fausto
- Le Bard
- Enfant berger
- La Moisson
- Orientalist
- Le jeune vendeur d’oranges
- Janissaire nettoyant son fusil
- Cupid
- Buste d’un homme de qualité, 1880
- Amour mendiant

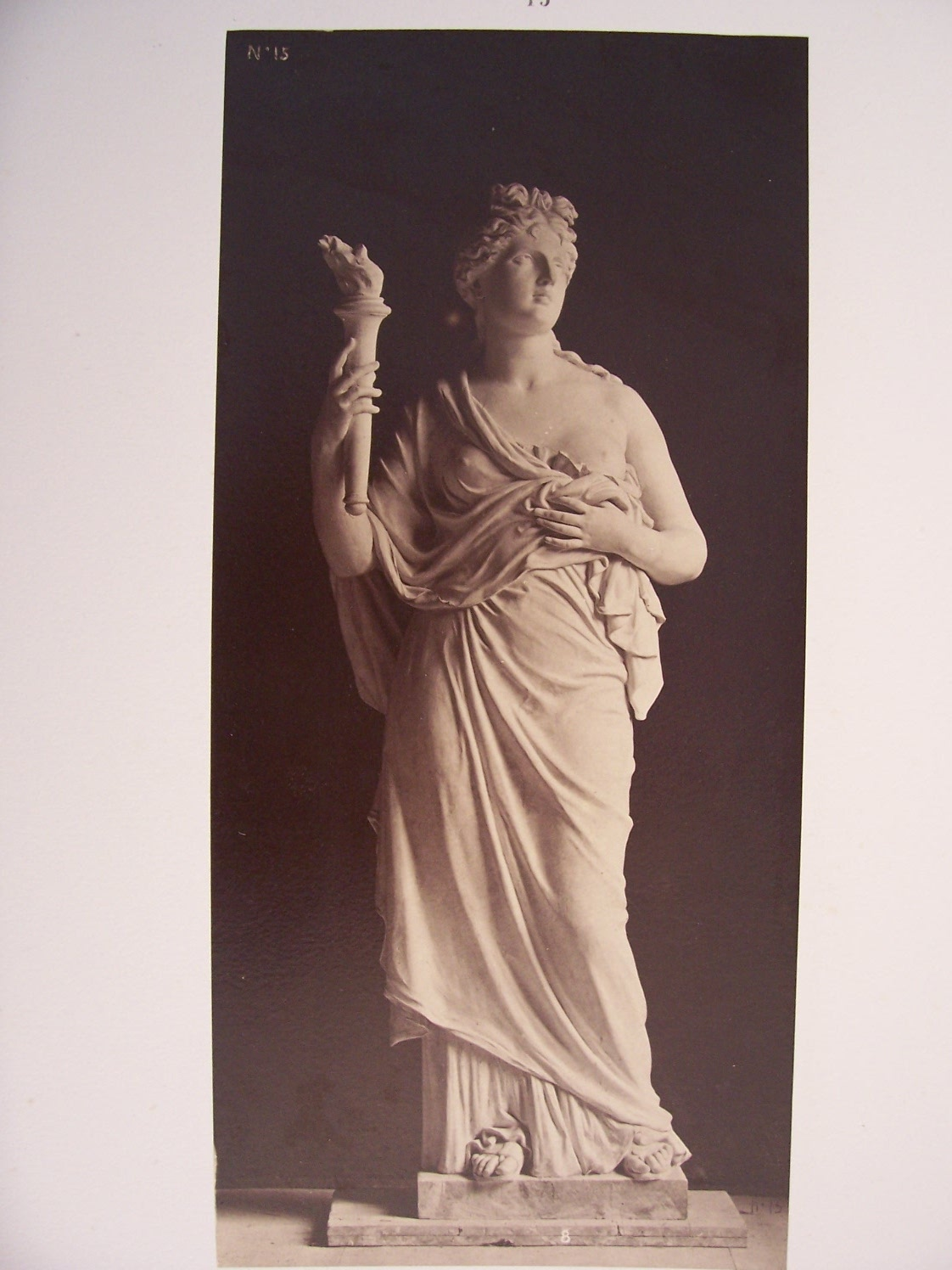
La Passion von 1875, Palais Garnier Paris.

- Jeune Bouvier Sonnant de la trompe